# Seamus Byrne
Seamus Byrne (* vor 1966) ist ein irischer Filmproduzent.

## Karriere
Seamus erste Tätigkeit im Filmgeschäft war als dritter Regieassistent bei dem Kriegsfilm Der blaue Max von John Guillermin aus dem Jahr 1966. Als Regieassistent wirkte er zudem bei den Werken Ausbruch der 28, Spiegelbilder, Die Toten und Abschied und Hoffnung mit. Als Produktionsmanager arbeitete Byrne zudem in der Zeit zwischen 1973 und 1994 unter anderem bei den Filmen Verrat in Belfast oder In einem fernen Land mit. Seit 1995 ist er als Produzent im Filmgeschäft tätig und war so als Line-Producer für Frankie Starlight bzw. als Co-Produzent bei dem Fernsehfilm Runway One verantwortlich. Im Jahr 2001 wurde einem größeren Publikum bekannt, als er für seine Mitwirkung bei dem Kurzfilm Fifty Percent Grey bei der Oscarverleihung 2002 eine Oscar-Nominierung in der Kategorie „Bester animierter Kurzfilm“ erhielt. Im Jahr 2009 erschien der Kurzfilm Eamon, für den er als Produzent verantwortlich und der bei den Irish Film and Television Awards als „Bester Film“ nominiert war.

## Filmografie (Auswahl)
- 1966: Der blaue Max (The Blue Max)
- 1970: Ausbruch der 28 (The McKenzie Break)
- 1972: Spiegelbilder (Images)
- 1973: A Likely Story (production manager)
- 1987: Die Toten (The Death)
- 1990: Abschied und Hoffnung (The Love She Sought)
- 1992: In einem fernen Land (Far and Away)
- 1995: Frankie Starlight
- 2001: Fifty Percent Grey (Kurzfilm)
- 2009: Eamon (Kurzfilm)